# Gmina Wyznaniowa Żydowska we Wrocławiu
Gmina Wyznaniowa Żydowska we Wrocławiu – gmina żydowska z siedzibą we Wrocławiu, będąca członkiem Związku Gmin Wyznaniowych Żydowskich w RP. Swoim zasięgiem obejmuje południowo-zachodnią i część centralnej Polski.

## Struktura organizacyjna

Mapa ilustrująca zasięg terytorialny gminy

Gmina powstała w 1993, z przekształcenia istniejącej w latach 1946–1993 Kongregacji Wyznania Mojżeszowego we Wrocławiu w Gminę Wyznaniową Żydowską. 27 sierpnia 2006, z powodów finansowych, Gmina została włączona w strukturę organizacyjną Związku Gmin Wyznaniowych Żydowskich w RP jako jego oddział. Od 2018, Gmina Wyznaniowa Żydowska we Wrocławiu ponownie funkcjonuje samodzielnie.
Gmina utrzymuje dwie czynne synagogi: 
- Synagoga Pod Białym Bocianem we Wrocławiu – nabożeństwa świąteczne.
- Mała Synagoga we Wrocławiu – nabożeństwa szabatowe i codzienne modlitwy.

Gmina przez wiele lat posiadała trzy filie w Dzierżoniowie (ul. Krasickiego 11), Wałbrzychu (ul. Mickiewicza 18) i Żarach (ul. Zaułek Klasztorny 3). Filia w Dzierżoniowie została zlikwidowana pod koniec lat 90., filia w Żarach i istniejący tam dom modlitwy w 2007, a filia w Wałbrzychu i istniejący tam dom modlitwy po śmierci Ludwika Hoffmana w 2010.

### Zarząd
Obecny Zarząd
- Przewodniczący: Klara Kołodziejska
- Wiceprzewodniczący: Aleksander Rotsztejn, Andrzej Oczkowski, Szymon Filek
- Sekretarz: Anna Felińska-Junka
- Skarbnik: Andrzej Oczkowski
- Członkowie zarządu: Jerzy Kichler

Byli przewodniczący
- 1994−1999: Dawid Ringel
- 1999−2003: Jerzy Kichler
- 2004−2006: Ignacy Einhorn
- 2006−2008: Karol Lewkowicz
- 2008−2011: Józef Kożuch
- 2012−2018: Aleksander Gleichgewicht

## Rabini
Rabinom przysługuje tytuł Naczelnego Rabina Wrocławia i Śląska.
- 2000–2001: Ron Hoffberg
- 2002–2003: Ivan Caine
- 2006–2011: Icchak Rapoport
- 2012–2013: Samuel Rosenberg
- 2013–2015: Tyson Herberger
- 2016–2020: David Basok[a]